# NGC 5125
NGC 5125 ist eine 12,1 mag helle spiralförmige Radiogalaxie vom Hubble-Typ Sb im Sternbild der Jungfrau, die etwa 311 Millionen Lichtjahre von der Milchstraße entfernt ist. Sie wurde am 18. Januar 1828 von John Herschel entdeckt.